# Cañadas de Obregón
Cañadas de Obregón è un comune del Messico, situato nello stato di Jalisco.